# Michela Vittoria Brambilla

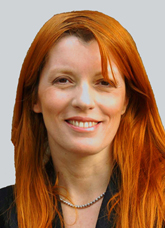
Michela Vittoria Brambilla

Michela Vittoria Brambilla (* 26. Oktober 1967 in Calolziocorte, Provinz Lecco) ist eine italienische Unternehmerin und Politikerin der Forza Italia (seit 2008 Popolo della Libertà). In Silvio Berlusconis viertem Kabinett war sie seit Mai 2008 Staatssekretärin beim Ministerpräsidenten mit Zuständigkeit für den Tourismus und von Juni 2009 bis November 2011 Ministerin  für  Tourismus.

## Politischer Werdegang
Michela Brambilla stammt aus einer Unternehmerfamilie, die bereits seit vier Generationen in der Stahlindustrie tätig ist. In Mailand arbeitete sie 1991 zunächst als Fernsehjournalistin für die Fininvest-Gruppe (heute Mediaset). Anschließend beteiligte sie sich als Geschäftsführerin am Familienunternehmen Trafilerie Brambilla Spa und gründete mit ihrem Vater Vittorio Brambilla eine Firma zur Produktion von Tiernahrung (Sal Spa), deren Vorstandsvorsitzende sie ist.
Von November 2003 bis März 2008 war sie zudem Vorsitzende der Jungunternehmervereinigung in der Handelsunternehmerorganisation Confcommercio. Im April 2006 kandidierte sie im Wahlbezirk Venetien 1 erstmals bei den Wahlen zur Italienischen Abgeordnetenkammer für die Forza Italia, allerdings erfolglos. Am 20. November 2006 gründete sie die Circoli della Libertà (dt.: Zirkel der Freiheit) als kulturelle und mediale Basisorganisation der Forza Italia und wurde zu deren Vorsitzenden gewählt. Federführend war sie in diesem Zusammenhang auch beim Start des parteinahen Satellitensenders TV della Libertà (Fernsehen der Freiheit) im Juni 2007.

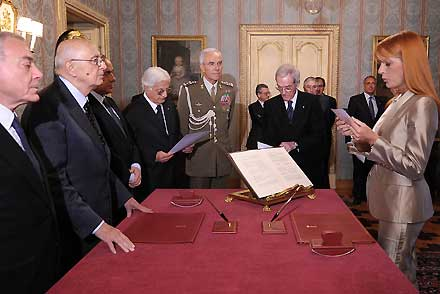
Brambilla (rechts) bei ihrer Vereidigung zur Ministerin bei Staatspräsident Napolitano (links) am 8. Mai 2009 im Quirinalspalast

Bei den vorgezogenen Neuwahlen im April 2008 wurde sie im Wahlbezirk Emilia-Romagna in die Abgeordnetenkammer gewählt. Im Mai berief sie Silvio Berlusconi als für den Tourismus zuständige Staatssekretärin zu sich ins Ministerpräsidentenamt.

## Kritik
2009 geriet Brambilla in die Kritik, als sie auf einem Polizeifest in Lecco mit hochgerecktem rechtem Arm – dem Mussolini-Gruß – grüßte. Brambilla erklärte, sie habe lediglich die Hand gehoben und nicht beabsichtigt, den faschistischen Gruß auszuführen.